# Riu Milo
El Milo és un riu de Guinea, afluent del riu Niger. D'una longitud d'aproximadament 330 km, la seva conca cobreix una superfície d'aproximadament 13 500 km²
La font del Milo es troba al sud de la Guinea, a la regió de Nzérékoré. El riu flueix a continuació cap al nord, a través de la regió de Kankan, la qual travessa incloent la ciutat d'aquest nom abans d'agafar el riu Niger al que desaigua prop del poble de Niandankoro, una desena de quilòmetres més amunt de Siguiri.
És un riu a règim pluvial, del qual el dèbit varia substancialment en funció de les estacions. El seu dèbit anual mitjà ha variat fortament les darrers dècades: abans de 1960, el dèbit anual mitjà s'elevava a aproximadament 275 km3 ; entre 1980 i 2004, el dèbit anual mitjà comprovat no era més que de 160 km3.
El riu és navegable per vaixells de fons pla entre Kankan i la seva desembocadura al Níger. Aquesta característica era important en el moment de l'època colonial, on el Milo era part integrant de l'itinerari de transport de l'oceà Atlàntic a Bamako, via el ferrocarril de via estreta de Conakry a Kankan, a continuació el Milo i el Níger fins a Bamako. No obstant això, des de la independència, el tràfic internacional s'ha reduït fortament.
El riu i les zones humides de la rodalia són considerades com zones humides d'importància internacional en el títol de la convenció de Ramsar. Entre 1987 i 1989, el riu fou fortament contaminat per l'explotació de mines de diamant.